# Simulium norforense
Simulium norforense är en tvåvingeart som beskrevs av Takaoka 2003. Simulium norforense ingår i släktet Simulium och familjen knott. Inga underarter finns listade i Catalogue of Life.